# 豊田幸夫
豊田 幸夫（とよた ゆきお、1972年11月21日 - ）は、日本のフットサル指導者。岩手県遠野市出身。FOOTBOZE FUTSALの創設者であり、同クラブの代表兼監督を務める。

## 経歴
岩手県遠野市に生まれ、選手としてのキャリアを経て指導者に転身。2003年に東京都三鷹市を拠点とする育成年代特化型フットサルクラブ「FOOTBOZE FUTSAL」を設立した。ブラジル・サンパウロ州フットサル連盟公認指導員、日本サッカー協会公認フットサルB級コーチライセンスを保有。
指導者としてブラジルやスペインのトップ指導者から戦術理論を学び、国内のユース年代指導の第一人者として知られる。東京都サッカー協会フットサル委員会第3種部門の委員も務め、育成年代におけるフットサルの普及・強化にも貢献。

## 実績
指導者としてFOOTBOZE FUTSALを率いて数々の大会で優秀な成績を収めている。
- 2016年 - 第3回全日本ユース（U-18）フットサル大会 準優勝
- 2009年 - 東京都フットサルチャレンジU-18 優勝
- 2009年 - 東京都ユース(U-18)フットサルリーグ 優勝

また、同クラブ出身者からFリーグ所属選手や日本代表選手を多数輩出しており、日本代表の清水和也（名古屋オーシャンズ）や南雲颯太（立川アスレティックFC）などが教え子として知られる。

## メディア出演
指導実績や育成年代のフットサル環境整備について各種メディアに出演し、専門的なコメントやインタビューを提供している。
- 日本サッカー協会公式サイト（JFA）
- フットサル専門メディア「Futsal R」
- ジュニアサッカー専門サイト「ジュニアサッカーを応援しよう！」

現在もフットサルの普及と育成を精力的に行い、日本フットサル界の発展に貢献している。